# Osteklokke
En osteklokke er en beholder til at opbevare ost i. I sin oprindelige udformning har den bestået af en bund af træ og et "låg" af form som en glasklokke. Nyere osteklokker kan også være lavet i plast. Osteklokken skal beskytte osten mod fluer og andet utøj og samtidig skabe det rigtige miljø for osten, så den ikke tørrer ud, men alligevel kan ånde.